# Забери мою душу
«Забери́ мою́ ду́шу» (англ. My Soul to Take) — американский фильм ужасов 2010 года, снятый режиссёром Уэсом Крэйвеном по собственному сценарию.

## Сюжет
Семьянин Абель Пленков (Рауль Эспарса), страдающий диссоциативным расстройством личности, случайно обнаружил, что он Ривертонский потрошитель, местный серийный убийца в маске. После убийства своей беременной жены Сары (Александра Уилсон), а затем и своего психиатра, он был застрелен и увезён в машине скорой помощи, оставив свою маленькую дочь Лию и недоношенного сына сиротами. По дороге в больницу фельдшер (Данай Гурира) предполагает, что сам Пленков невиновен, но в нём много душ, и Потрошитель — одна из них. На пороге смерти Пленков неожиданно оживает, разрезая горло фельдшеру, в результате чего машина скорой помощи попадает в аварию и сгорает. По-видимому, Пленкову удаётся сбежать.
Шестнадцать лет спустя «Ривертонская семёрка» — слепой Джером (Дензел Уитакер), неудачник Алекс (Джон Магаро), одарённый воображением Джей (Джереми Чу), робкий Баг (Макс Тириот), религиозная Пенелопа (Зена Грей), красавица Бриттани (Полина Ольшински) и спортсмен Брэндон (Ник Лашэвэй) — собираются на ежегодный ритуал «убийства» марионетки Потрошителя, чтобы суеверно предотвратить его возвращение. Однако ритуал срывается, когда молодёжь разгоняет полиция. Вскоре Джея убил вновь появившийся Потрошитель. Дома Баг начинает переделывать проект класса, демонстрируя воображение Джея.
В школе Брэндон избивает Бага и Алекса по приказу Фэнг (Эмили Мид), тиранической хулиганки. Баг и Алекс решают шпионить за ней, чтобы разузнать её планы и влюблена ли Бриттани в Бага. Во время их слежки Фэнг утверждает, что Баг ранее убивал людей и находился в психбольнице. Баг начинает невольно подражать остальной части «Ривертонской семёрке» и Фэнг. Пенелопа, предсказавшая возвращение Потрошителя и смерть всей семёрки, погибает от рук убийцы. Брэндон и Бриттани обнаруживают её тело в лесу и также погибают.
Этой же ночью Фэнг, которая, как выяснилось, является сестрой Бага, дарит своему брату подарок на день рождения: лошадку-качалку, созданную Абелем Пленковым. В гневе она раскрывает истину, которая давно скрыта: они его дети. Она дочь, которую он не смог убить, а Баг выжил в утробе своей матери, хотя и родился преждевременно. Все видели в нём чудо, что заставило Фэнг испытывать к нему ненависть, так как сама была травмирована этими событиями, но он оставался невинным. Двое примиряются, но им сообщают об убийствах членов «Семёрки».
Алекс навещает Бага. А тот рассказывает, что злая душа Потрошителя могла переселиться в одного из «Ривертонской семёрки». На первом этаже дома Баг и Фэнг сталкиваются с Потрошителем. Как только убийца настигает Бага, Потрошитель слышит шум наверху. Баг поднимается за ним в свою комнату и обнаруживает смертельно раненного Джерома в своём шкафу. После смерти Джерома, Алекс снова появляется в доме и предполагает, что Баг унаследовал диссоциативное расстройство личности от своего отца и по незнанию убил всех. Баг отвергает эту идею. Души мёртвой «Семёрки» теперь стали его частью, и вместе они помогают ему сделать вывод, что на самом деле Алекс принадлежит душе Потрошителя. «Алекс» признаёт вину и предлагает убить Фэнг и переложить вину за убийства на Джерома, чтобы стать героями. Баг отказывается, нанося удар ножом Алексу в живот. Освободившись от души Потрошителя, Алекс умирает, оставаясь лучшим другом.
Хотя Баг ожидает, что его арестуют, Фэнг рассказывает полиции всю правду. Город провозглашает Бага героем, несмотря на то, что он не чувствует себя таковым. Однако он готов «хорошо отыграть эту роль», чтобы почтить память Алекса, который его этому научил.

## В ролях
| Актёр            | Роль                     |
| ---------------- | ------------------------ |
| Макс Тириот      | Адам «Баг» Хеллерман     |
| Эмили Мид        | Лия «Фэнг» Хеллерман     |
| Джон Магаро      | Алекс Данкельман         |
| Ник Лашэвэй      | Брэндон О'Нил            |
| Зена Грей        | Пенелопа Брайт           |
| Полина Олшински  | Бриттани Каннингем       |
| Дензел Уитакер   | Джером Кинг              |
| Шарика Эппс      | Шандель                  |
| Джереми Чу       | Джей Чань                |
| Рауль Эспарса    | Абель Пленков            |
| Джессика Хект    | Мэй Хеллерман            |
| Фрэнк Грилло     | Детектив Фрэнк Паттерсон |
| Данай Гурира     | Джинн-Баптист            |
| Харрис Юлин      | Доктор Блейк             |
| Деннис Буцикарис | Директор Пратт           |
| Феликс Солис     | Мистер Кайзер            |
| Кристофер Плейс  | Ривертонский потрошитель |

## Создание фильма

### Кастинг
Генри Хоппер, сын скончавшегося актёра Денниса Хоппера, должен был сыграть роль Адама «Бага» Геллермана, но его заменил Макс Тириот после того, как Хоппер заболел мононуклеозом. Джон Магаро сыграл роль Алекса Данкельмана, друга Адама, страдающего от побоев отчима Квинта в исполнении Лу Самрелла. Полина Олшински сыграла Бриттани Каннингем, которая скрывает, что ей нравится Адам. Ник Лашэвэй исполнил роль Брэндона О’Нила, типичного школьного спортсмена и самого популярного парня в школе, с которым встречается Бриттани. Эмили Мид играет Ли («Фэнг»). В остальных ролях снялись Зена Грей Дензел Уитакер, Тревор Сент. Джон, Рауль Эспарса и Шарика Эппс.

### Съёмки
Съёмки начались в апреле 2008 года, а премьера фильм первоначально была назначена на октябрь 2009. Крейвен дал первое описание убийцы в марте 2009 года: «Человек, который живёт в реке», он лает и живёт в лесу с момента его предположительной смерти. Фильм спродюсирован Энтони Катагасом и Ийей Лабунка, женой Крейвена.
Большинство основных съёмок сцен проходило в городах Массачусетс, школьные сцены снимались в здании средней школы «Tolland High School», расположенной в городе Толланд в штате Коннектикут в менее чем часе езды от съёмочной площадки в Массачусетсе. Школа была открыта после ремонта 2 года спустя после открытия нового здания «Tolland High School». За эти 2 года были отсняты школьные сцены до начала учебного года.

### 3D формат
Фильм был снят в формате 2D. Единственной причиной конвертации фильма в 3D стала растущая популярность формата среди зрителей.

### Релиз
Премьера трейлера состоялась на показе фильмов «Обитель зла в 3D: Жизнь после смерти» и «Дьявол». Премьера фильма состоялась 8 октября 2010 года, картина показывалась в формате 3D. Фильм был выпущен на DVD и Blu-ray 8 февраля 2011 года.

## Факты
- Промокампания фильма использовала видеоролик, в котором неизвестный зарезал нескольких людей на премьере картины прямо перед режиссёром Уэсом Крейвеном. Позже авторы сознались, что видео было постановочным.[13]
- Начиная с фильма «Кошмар на улице Вязов 7», это будет первый фильм Уэса Крейвена, в котором он выступает в качестве и режиссёра, и сценариста.[14]
- Слоган картины: «Only One Has The Power To Save Their Souls».
- Рабочее название фильма — «25/8».
- В трейлере фильма была использована песня «You’re Going Down» в исполнении группы Sick Puppies.
- Алекс смотрит фильм Альфреда Хичкока «Птицы» 1963 года.
- Работа над цветовой фактурой картины была закончена 6 октября 2009 года.
- Первоначальная премьера была передвинута с 29 октября на 8 октября 2010 года.
- Картина собрала самую маленькую сумму денег в премьерные выходные за всю историю формата 3D.
- Название картины — строчка из молитвы: «Now I lay me down to sleep, I pray the Lord my soul to keep. If I should die before I wake, I pray the Lord my soul to take».
- Несколько изменённая версия есть в песне «Enter Sandman» группы Metallica.
- Оружие убийцы — выпущенный ограниченной серией боевой нож «Black Talon» от американской компании Cold Steel.

## Музыка
Официальный альбом с музыкой Марко Белтрами, состоящий из 14 композиций, поступил в продажу 4 октября 2010 года:
1. Night Of The Ripper (02:06)
2. Abel's Theme (02:23)
3. Seven Souls (01:47)
4. Bad For Tourism (01:19)
5. Condor Edifice (01:30)
6. Pray For Our Souls (02:13)
7. Condor & Crow (02:29)
8. The Unveiling (02:42)
9. Fang Zone (02:45)
10. River's Edge (03:00)
11. Two Stiffs (02:43)
12. Not My Mother (02:46)
13. Ripping The Shreds (03:29)
14. The Ripper Talks (04:03)

В фильме звучали песни:
- «Plague Bearers» — Earth Crisis
- «Fang’s Gang» — Danny Saber
- «No You Girls» — Franz Ferdinand
- «Impossible» — Band of Skulls
- «Everything Touches Everything» — These United States
- «I Want You To Keep Everything» — These United States

## Критика
Фильм не был показан критикам до премьеры. Картина получила негативные отзывы критиков. Сайт Rotten Tomatoes присвоил фильму всего 8 % на основе 42 обзоров, со средним баллом 2.9/10. Фильм был охарактеризован как «скучный, не увлекательный и шаблонный», сказав, что «режиссёр и сценарист Крейвен слишком рано закончил свой длившийся почти 5 лет отпуск». Качество 3D также было оценено крайне низко.